# Verordnung (EG) Nr. 539/2001 (EU-Visum-Verordnung)
Die EU-Visum-Verordnung (teilweise auch EU-Visa-Verordnung genannt, amtlich: Verordnung (EG) Nr. 539/2001 des Rates vom 15. März 2001 zur Aufstellung der Liste der Drittländer, deren Staatsangehörige beim Überschreiten der Außengrenzen im Besitz eines Visums sein müssen, sowie der Liste der Drittländer, deren Staatsangehörige von dieser Visumpflicht befreit sind) war eine Rechtsvorschrift der Europäischen Union, die regelte, welche Drittstaatsangehörigen zum Einreisen in den Schengen-Raum für Kurzaufenthalte ein Visum in ihrem Nationalpass benötigten und welche visumfrei einreisen konnten. Die Verordnung wurde mit Wirkung vom 18. Dezember 2018 durch die Verordnung (EU) 2018/1806 (EU-Visum-Verordnung) ersetzt.

## Sachlicher Geltungsbereich

Anwenderstaaten des Schengener Durchführungsübereinkommens.

Die Verordnung galt in den sog. Schengen-Staaten unmittelbar und bedurfte dort keiner gesonderten Umsetzung in nationale Rechtsvorschriften. Zu den Schengen-Staaten gehörten grundsätzlich alle Mitgliedstaaten der Europäischen Union. Im Falle Zyperns, das grundsätzlich Vollanwender ist, wegen des nicht gelösten Zypernkonflikts und der unklaren Situation in Nordzypern jedoch weiterhin Grenzkontrollen durchführt, galt die Verordnung ebenfalls uneingeschränkt.
Ausgenommen vom Geltungsbereich innerhalb der Europäischen Union waren Großbritannien und Irland. Für Einreisen nach Großbritannien und Irland galten weiterhin die nationalen Einreisebestimmungen dieser Länder.
Außerdem galt die Verordnung in den sonstigen Staaten des Europäischen Wirtschaftsraums (EWR), mithin auch in Island, Norwegen und Liechtenstein. Die Verordnung galt auch in der Schweiz, die mit der Europäischen Union ein bilaterales Abkommen geschlossen hat. Diese Staaten hatten sich verpflichtet, den Schengen-Besitzstand in ihr nationales Recht zu übernehmen.

## Persönlicher Geltungsbereich

### Drittstaatsangehörige
Die Verordnung regelte die Voraussetzungen für kurzzeitige Einreisen nur von Drittstaatsangehörigen in den Schengen-Raum über eine Schengen-Außengrenze.
Sie betraf damit nicht die Einreise von Staatsangehörigen der Schengen-Raum-Mitgliedstaaten, und zwar auch dann nicht, wenn sie in einen Schengen-Staat einreisen wollten, dessen Staatsangehörigkeit sie nicht besaßen (Beispiel: Ein Deutscher wollte aus der Türkei kommend nach Griechenland einreisen; die Verordnung war auf den Deutschen nicht anwendbar). Staatsangehörige der Europäischen Union und der sonstigen Staaten des EWR sowie Staatsangehörige der Schweiz konnten und können jederzeit in jeden Schengen-Staat – ganz gleich über welche Außengrenze – ohne Formalitäten einreisen und genießen innerhalb der Schengen-Staaten volle Reisefreiheit; sie benötigen dazu weder ein Visum noch eine Aufenthaltserlaubnis. Ein Dokument, das ihre Nationalität belegt, genügt.
Die Verordnung war auch nicht auf britische und irische Staatsangehörige anwendbar, die in den Schengen-Raum einreisen wollten, da Briten und Iren aus Sicht der Schengen-Staaten keine Drittstaatsangehörigen sind. Briten und Iren genießen in der restlichen Europäischen Union und im EWR volle Freizügigkeit und bedürfen zum Aufenthalt in einem Schengen-Staat weder eines Visums noch einer Aufenthaltserlaubnis (das Gleiche gilt im umgekehrten Fall).

### Kurzzeitige Aufenthalte
Die Verordnung betraf nur kurzzeitige Aufenthalte von bis zu 90 Tagen in einem Zeitraum von 180 Tagen, also im Wesentlichen touristische Kurzaufenthalte. Daueraufenthalte (z. B. zur Familienzusammenführung, zum Studium, zum dauerhaften Arbeiten) wurden von der Verordnung nicht erfasst. In diesen Fällen bedurfte und bedarf es regelmäßig eines nationalen Visums (auch wenn der kurzzeitige touristische Aufenthalt visumfrei wäre), das diesen Aufenthaltszweck ausdrücklich erlaubt. Die Erteilung eines solchen Visums richtet sich nach den nationalen Aufenthaltsvorschriften des Schengen-Staates, in dem der Daueraufenthalt vorgesehen ist.

### Grenzübertritt an der Außengrenze des Schengen-Raums
Die Verordnung galt nur für Einreisen von Drittstaatsangehörigen über eine Außengrenze eines Schengen-Staates in den Schengen-Raum, nicht also bei der Überschreitung einer Binnengrenze (z. B. zwischen Deutschland und Frankreich). Für den grenzüberschreitenden Personenverkehr innerhalb des Schengen-Raums gelten die besonderen Regelungen des Schengener Durchführungsübereinkommens (SDÜ). Nach den Art. 20 und 21 SDÜ kann sich ein Drittstaatsangehöriger, der sich legal in irgendeinem Schengen-Staat aufhält, mit der Aufenthaltserlaubnis, dem Visum dieses Mitgliedstaates oder – bei visumfreier Einreise – nur mit seinem Nationalpass auch in jedem anderen Mitgliedstaat insgesamt bis zu 90 Tagen innerhalb eines Zeitraums von 180 Tagen aufhalten, ohne dafür ein ggf. weiteres Visum zu benötigen.
Zwischen den Schengen-Staaten findet zwar keine regelmäßige Personenkontrolle mehr statt; an den Grenzen der Schweiz zu ihren Nachbarstaaten und an den Grenzen zu den sonstigen Staaten des EWR erfolgt aber noch eine Zollkontrolle, weil die Schweiz, Island, Liechtenstein und Norwegen nicht zum Zollgebiet der Europäischen Union gehören und hier wechselseitige Zollvorschriften und Einfuhrbeschränkungen sowie -verbote zu beachten sind. Solchen Zollkontrollen sind alle Reisenden unterworfen.

## Inhalt der Verordnung

### Visumbefreiung
Das Kernstück der Verordnung bildete die Festlegung derjenigen Staaten, deren Staatsangehörige für Kurzaufenthalte bis zu insgesamt 90 Tagen innerhalb eines Zeitraums von 180 Tagen visumfrei in das Schengengebiet einreisen konnten (Art. 1 Abs. 2 i. V. mit dem Anhang II). Bei Staatsangehörigen dieser Staaten genügte es, dass diese an einer Außengrenze des Schengen-Raums lediglich ihren gültigen Nationalpass vorlegten. Dort erhielten sie einen Grenzkontrollstempel und durften sich von da ab bis zu insgesamt 90 Tagen innerhalb eines Zeitraums von 180 Tagen in jedem Staat des Schengen-Raums aufhalten.
Keiner Visumpflicht unterlagen Staatsangehörige von:
- Albanien,[2] Andorra, Antigua und Barbuda,[3] Argentinien, Australien, Bahamas,[3] Barbados,[3] Bosnien und Herzegowina,[2] Brasilien, Brunei Darussalam, Chile, Costa Rica, ehemalige jugoslawische Republik Mazedonien,[2] El Salvador, Georgien,[4] Guatemala, Honduras, Israel, Japan, Kanada, Malaysia, Mauritius,[3] Mexiko, Moldau,[4] Monaco, Montenegro,[2] Neuseeland, Nicaragua, Panama, Paraguay, San Marino, Serbien, ausgenommen Inhaber serbischer Reisepässe, die von der serbischen Koordinationsdirektion (serbisch: Koordinaciona uprava) ausgestellt wurden,[2] Seychellen,[3] Singapur, Südkorea, Ukraine,[4] Uruguay, Vatikanstadt, Venezuela und Vereinigte Staaten von Amerika.
- Außerdem gehörten die Sonderwaltungsregionen der Volksrepublik China, nämlich die Sonderverwaltungszone Hongkong[5] und die Sonderverwaltungszone Macau[6] dazu.
- Seit 9. Juni 2014 fielen sämtliche britische Bürger, die nicht Staatsangehörige des Vereinigten Königreichs im Sinne des Unionsrechts sind, unter die Visumbefreiung. Die gesonderte Aufführung bestimmter britischer Staatsangehöriger beruhte auf dem komplizierten britischen Staatsangehörigkeitsrecht, das zwischen British Citizens und allen anderen Briten, die jedoch kein Aufenthaltsrecht (Right of abode) im Vereinigten Königreich haben, unterscheidet. Zum letztgenannten Personenkreis, der den Drittstaatsangehörigen zuzuordnen ist, gehören die
  - britischen Staatsangehörigen (Überseegebiete), engl. British Nationals (Overseas) (diese waren schon vor dem 9. Juni 2014 von der Visumpflicht befreit),
  - Bürger der britischen Überseegebiete (engl. British Overseas Territories Citizens),
  - britische Überseebürger (engl. British Overseas Citizens),
  - Personen unter dem Schutz des Vereinigten Königreichs (engl. British Protected Persons)
  - britische Untertanen (engl. British Subjects).
- Staatsangehörige von Taiwan[7] waren ebenso visumbefreit. Sie wurden in der Verordnung in einer besonderen Gruppe aufgeführt, da Taiwan nicht von allen Mitgliedstaaten anerkannt wird.

Nach Art. 1 Abs. 2 bestand Visumbefreiung auch
- im Bereich des kleinen Grenzverkehrs an den Außengrenzen der Mitgliedstaaten für Inhaber einer Grenzübertrittsgenehmigung (in Deutschland vgl. § 21 AufenthV),
- für Schülerreisen von Klassenverbänden nach Maßgabe der einschlägigen EU-Vorschriften über die Schülersammelliste (in Deutschland siehe zusätzlich § 22 AufenthV),
- für anerkannte Flüchtlinge und Staatenlose, soweit sie in einem Mitgliedstaat des Schengen-Gebietes wohnen und von diesem Reisedokumente erhalten haben (in Deutschland siehe zusätzlich § 18 AufenthV).

In die EU-Visum-Verordnung wurde mit der Verordnung (EG) Nr. 851/2005 ein Gegenseitigkeitsmechanismus eingefügt, der zum Tragen kam, wenn ein Drittstaat den Staatsangehörigen eines oder mehrerer EU-Mitgliedstaaten keine Visumfreiheit gewährte.

### Visumzwang
In Art. 1 Abs. 1 i. V. mit dem Anhang I sind diejenigen Staaten aufgeführt, deren Staatsangehörige beim Überschreiten der Außengrenzen der Mitgliedstaaten stets ein Visum besitzen mussten. Die Liste, die im Grunde genommen ein Kehrstück zum Anhang II ist, hat jedoch nicht nur Vervollständigungsfunktion. Zum einen verlangte das komplizierte britische Staatsangehörigkeitsrecht bis 9. Juni 2014 eine Aufführung des jeweiligen Begünstigtenkreises in beiden Gruppen. Zum anderen folgte bei einer Staatenneugründung die Frage der Visumbefreiung bis zu einer Neuregelung zunächst der bisherigen Staatsangehörigkeit des Betroffenen (Art. 1 Abs. 3 der Verordnung). Deswegen bedurfte es auch einer Liste der sog. „Negativstaater“. Der neue Staat Südsudan unterfiel nach dieser Regelung dem Anhang I, da er aus dem Staatsgebiet von Sudan hervorgegangen war; nach einer Änderung der Verordnung wurde er ausdrücklich im Anhang I gelistet.
Der allgemeinen Visumpflicht unterlagen Staatsangehörige von
Afghanistan, Ägypten, Algerien, Angola, Äquatorialguinea, Armenien, Aserbaidschan, Äthiopien, Bahrain, Bangladesch, Belarus, Belize, Benin, Bhutan, Birma/Myanmar, Bolivien, Botsuana, Burkina Faso, Burundi, China, Côte d’Ivoire, Demokratische Republik Kongo, Dominikanische Republik, Dschibuti, Ecuador, Eritrea, Fidschi, Gabun, Gambia, Ghana, Guinea, Guinea-Bissau, Guyana, Haiti, Indien, Indonesien, Irak, Iran, Jamaika, Jemen, Jordanien, Kambodscha, Kamerun, Kap Verde, Kasachstan, Katar, Kenia, Kirgisistan, Komoren, Kongo, Kuba, Kuwait, Laos, Lesotho, Libanon, Liberia, Libyen, Madagaskar, Malawi, Malediven, Mali, Marokko, Mauretanien, Mongolei, Mosambik, Namibia, Nepal, Niger, Nigeria, Nordkorea, Oman, Pakistan, Papua-Neuguinea, Philippinen, Ruanda, Russland, Sambia, São Tomé und Príncipe, Saudi-Arabien, Senegal, Sierra Leone, Simbabwe, Somalia, Sri Lanka, Südafrika, Südsudan, Sudan, Suriname, Swasiland, Syrien, Tadschikistan, Tansania, Thailand, Togo, Tschad, Tunesien, Türkei, Turkmenistan, Uganda, Usbekistan, Vietnam und Zentralafrikanische Republik.
Außerdem visumpflichtig waren Personen mit Pässen der Palästinensischen Behörde und des Kosovo im Sinne der Resolution 1244 des UN-Sicherheitsrates vom 10. Juni 1999; diese Gebiete werden gesondert aufgeführt, weil sie von mindestens einem EU-Mitgliedstaat nicht als Staat anerkannt sind.
Bis zum Abschluss eines Abkommens über die Befreiung von der Visumpflicht bestand Visumzwang für die Staatsangehörigen von Dominica, Grenada, Kiribati, Kolumbien, Marshallinseln, Mikronesien, Nauru, Palau, Peru, Salomonen, Samoa, St. Kitts und Nevis, St. Lucia, St. Vincent und die Grenadinen, Timor-Leste, Tonga, Trinidad und Tobago, Tuvalu, Vanuatu und Vereinigte Arabische Emirate.

### Ausnahmen vom Visumzwang
Art. 4 Abs. 1 der Verordnung ermächtigte die Mitgliedstaaten, Ausnahmen von der Visumpflicht für bestimmte Personengruppen (z. B. für Inhaber von Diplomatenpässen, Flug- und Sicherheitspersonal) zu beschließen. Deutschland hatte hiervon in mehreren Bestimmungen Gebrauch gemacht, nämlich in § 19, § 23, § 24 und in § 25 AufenthV.

### Rückausnahmen von der Visumbefreiung
Eine wichtige Bestimmung war die Ermächtigung in Art. 4 Abs. 3 der Verordnung. Hiernach konnten die Mitgliedstaaten die Visumbefreiung für Staatsangehörige, die während ihres Aufenthalts einer Erwerbstätigkeit nachgingen, aufheben.